# تمويل حزب الله
تمويل حزب الله يحدث جزئيا من خلال التبرعات. غالبا ما يقدم الشيعة اللبنانيون مساهمات الزكاة مباشرة بعد الصلاة ويتركون تغيرات في علب جمع حزب الله. كما يتلقى حزب الله مساعدات مالية وسياسية وكذلك أسلحة وتدريب من جمهورية إيران الإسلامية. تقدر الولايات المتحدة أن إيران كانت تمنح حزب الله ما يتراوح بين 60 و 100 مليون دولار أمريكي سنويا في شكل مساعدة مالية لكن المساعدات انخفضت نظرا لأن التمويل الآخر كان مضمونا من أمريكا الجنوبية أساسا. بعض تقديرات المساعدات الإيرانية تصل إلى 200 مليون دولار سنويا.

## التمويل النقدي
قال الدكتور ماثيو ليفيت للجنة من مجلس الشيوخ الأمريكي أن حزب الله ينخرط في «مجموعة واسعة من المؤسسات الإجرامية» في جميع أنحاء العالم من أجل جمع الأموال. اتهمت وزارة الخزانة الأمريكية حزب الله بجمع الأموال عن طريق تزوير العملة الأمريكية.
نفى حزب الله نفيا قاطعا جميع الادعاءات المتعلقة بالاتجار بالمخدرات والأعمال المصرفية غير المشروعة وغسيل الأموال. قال الحزب في بيان له في 2011 أن «ادعاءات الولايات المتحدة بأن حزب الله يمول أنشطته بشكل غير شرعي هو مجرد محاولة لتشويه صورة المقاومة في لبنان... بعد فشل عمليات الاستخبارات الأمريكية في بلادنا». قال الأمين العام حسن نصر الله في كلمة ألقاها في عام 2012: «يتحدثون مرارا وتكرارا عن شبكات المخدرات في أمريكا اللاتينية وأوروبا ويقولون أن حزب الله يمول هذه الأنشطة. هذا ممنوع عندنا».

### آسيا والشرق الأوسط
في منطقة المثلث الذهبي في جنوب شرق آسيا يولد حزب الله تمويلا مع تجارة الهيروين ويقال أنه يقوم بتهريب مواد أو مواد نادرة أو ثمينة. قال محمد رعد وهو زعيم كتلة الولاء للمقاومة أن الأموال من إيران تأتي فقط من خلال الجمعيات الخيرية الخاصة لاستخدامها في الرعاية الصحية والتعليم ودعم أرامل الحرب. قال أن مصادر حزب الله الرئيسية للدخل هي المحافظ الاستثمارية للحزب والشيعة الأغنياء.

#### لبنان
في يوليو 2014 ذكرت صحيفة ذا ديلي بيست أن حزب الله يملك مزارع الماريجوانا وينتج الحشيش في سهل البقاع. كثيرا ما يتم تصدير المنتجات إلى دول تشمل العراق والأردن وسوريا حيث الطلب هو الأعلى. قبل الحرب الأهلية السورية قام الجيش اللبناني بدوريات في الحقول على الرغم من أن مجلس الوزراء اللبناني قد اعتمد مؤخرا موقفا بعدم التدخل ضد إنتاج المخدرات غير المشروعة. وفقا لتقارير وسائل الإعلام العربية فإن حزب الله لديه سلسلة من الشركات اللبنانية الأمامية التي تتعامل في مجال الأدوية المزيفة.

### أوروبا
في 9 يناير 2010 أفادت مجلة دير شبيغل الألمانية أن تجار المخدرات نيابة عن حزب الله ينقلون الملايين إلى المجموعات اللبنانية عن طريق المعاملات الأوروبية للمخدرات.

### أمريكا اللاتينية

#### كولومبيا
في 21 أكتوبر 2008 أفادت صحيفة لوس أنجلوس تايمز الأمريكية أنه تم تفكيك حلقة دولية لتهريب الكوكايين وغسيل الأموال مع صلات مزعومة بحزب الله في كولومبيا. يزعم أن 12٪ من أرباح المجموعة ذهبت لتمويل حزب الله على الرغم من عدم تحديد رقم الدولار.
في 25 يونيو 2009 نشرت مقال نشرته مؤسسة جيمستون وهي مؤسسة أبحاث في واشنطن العاصمة عن المزاعم التي تربط حزب الله بحوادث تهريب المخدرات وغسيل الأموال في كوراساو في أبريل 2009 والحوادث السابقة التي تربط حزب الله بالكوكايين وحلقات غسيل الأموال التي تم تفكيكها في كولومبيا في 2008 وحلقة مماثلة تم تفكيكها في يونيو 2005. تتخذ المادة نهجا حاسما إزاء هذه الادعاءات عن طريق التشكيك في صحة الاتهامات التي تربط حزب الله بالاتجار بالمخدرات في الأمريكتين. أفادت المقالة أيضا بأن جماعات الجريمة المنظمة اللبنانية من المحتمل أن تكون مسؤولة عن الأنشطة ذات الصلة بالمخدرات في المنطقة وأن الأدلة القوية التي تثبت أن حزب الله زاوية للأنشطة المتعلقة بالمخدرات لا تظهر أبدا.

#### المكسيك
مصادر أخرى من تمويل حزب الله أصبحت واضحة خلال مراجعة شبكة التهريب اللبنانية المكسيكية التي هربت 200 مهاجر لبناني غير شرعي إلى الولايات المتحدة. على وجه التحديد بعد اعتقال محمود يوسف كوراني اللبناني الذي تسلل إلى الولايات المتحدة من خلال شبكة التهريب اللبنانية المكسيكية. اعترف محمود يوسف كوراني بأن جزء من وقته في الولايات المتحدة كان لجمع الأموال لدعم حزب الله على الأقل 40,000 دولار وفقا لشهادته لدى مكتب التحقيقات الفدرالي. أظهر فحص آخر لسجلات المحكمة أن كوراني قال لمكتب التحقيقات الفدرالي أن شقيقه هو رئيس الأمن العسكري في حزب الله في جنوب لبنان.

#### باراغواي
ادعى باحثون في كلية الحرب البحرية الأمريكية أن حزب الله يجمع 10 ملايين دولار أوغندي سنويا في باراغواي والتي قد يتم ابتزازها في بعض الحالات.

#### فنزويلا
اتهم أعضاء الحكومة الفنزويلية أيضا بتقديم مساعدات مالية إلى حزب الله من قبل وزارة الخزانة الأمريكية وفقا لشهادة مساعد وزير الخارجية الأسبق لشؤون نصف الكرة الغربي بوزارة الخارجية الأمريكية روجر نورييغا حيث أعطت حكومة هوغو شافيز «دعما لا غنى عنه» لإيران وحزب الله في نصف الكرة الغربي. قال نورييغا في مقال نشره معهد الأبحاث الأمريكي «معهد المشاريع الأمريكية» أن الشاهدين يزعمان أن غازي عاطف نصر الدين وهو دبلوماسي فنزويلي في سوريا كان يعمل لحساب حزب الله الذي استخدم الكيانات الفنزويلية لغسل الأموال لحزب الله بموافقة الرئيس نيكولاس مادورو الشخصية.
في دراسة أجراها مركز لمجتمع حر آمن تم القبض على 173 شخصا على الأقل من الشرق الأوسط بالوثائق الفنزويلية. مرت الأغلبية من خلال أمن كراكاس بشكل غير صحيح وسافروا إلى كندا. تذكر المنظمة أن الحكومة الفنزويلية كانت لها دور أساسي في تقديم الوثائق إلى «إيران والمتطرفين الآخرين الذين يسعون للدخول إلى أمريكا الشمالية دون الكشف عنهم». قال جوزيف هومير المدير التنفيذي لمركز لمجتمع حر آمن أن الذين تم القبض عليهم هم من «إيران والعراق وسوريا والأردن ولبنان» وأن «معظمهم من إيران ولبنان وسوريا». (70٪) من تلك الدول لها علاقة مع حزب الله وزعم أن معظمهم يحملون جوازات سفر وهويات ووثائق تأشيرات فنزويلية وفي بعض الحالات حتى شهادات ميلاد فنزويلية وقال أنطوني داكين المستشار الأمني السابق المعني بتحديث نظام الهوية الفنزويلي في التقرير أن الحكومة الفنزويلية سوف «تكون قادرة على إصدار وثيقة فنزويلية من دون أي مشكلة من جامعة علوم الحاسوب لأن لديهم المعدات واللوازم بما في ذلك ورقة البولي والتوقيع الإلكتروني الذي يذهب إلى جوازات السفر وشهادات التشفير والتي هي تلك التي تسمح للرقاقة أن تقرأ في المطارات». واحد من الشخصيات الرئيسية للحكومة الفنزويلية أشار في تقرير مركز لمجتمع حر آمن هو وزير الداخلية السابق وزير الداخلية اللبناني طارق العيسمي الذي يزعم «تطوير شبكة مالية متطورة وشبكات متعددة المستويات كخط أنابيب إجرامية إرهابية لإحضار المسلحين الإسلاميين إلى فنزويلا والجزيرة المجاورة وإرسال أموال غير مشروعة من أمريكا اللاتينية إلى الشرق الأوسط». يتكون «خط الانابيب» من 40 شركة شل لديها حسابات مصرفية في فنزويلا وبنما وكوراساو وسانت لوسيا وميامي ولبنان. والد طارق العيسمي هو زيدان الأمين العيسمي المعروف أيضا باسم كارلوس زيدان كان مشاركا عسكريا لصدام حسين.

### أمريكا الشمالية
في عام 2011 اعتبرت وزارة الخزانة الأمريكية البنك اللبناني الكندي ش.م.ل. صاحب «مخاوف غسل الأموال الأولية» لدوره في غسل الأموال لممول حزب الله والمخدرات أيمن جمعة.
حددت عملية سموككرين عملية لجمع الأموال لتهريب السجائر بقيمة ملايين الدولارات غير مشروعة في الولايات المتحدة. أدين محمد حمود في الولايات المتحدة ب«انتهاك حظر الدعم المادي للجماعات التي تم تعيينها كمنظمات إرهابية». كان مبلغ 3,500 دولار أمريكي الذي قال حمود أنه كان «يدعم جهود حزب الله لتوزيع الكتب في المدارس وتحسين شبكات المياه العامة».

## التمويل العسكري

### إيران
كما تلقى حزب الله أسلحة من إيران منها 11500 صاروخ موجود بالفعل في جنوب لبنان. تم تدريب 3000 من مقاتلي حزب الله في إيران على حرب العصابات وإطلاق الصواريخ ومدفعية الصواريخ وتشغيل الطائرات بدون طيار والحرب البحرية وعمليات الحرب التقليدية.
اعترف محمود علي سليمان أحد عناصر حزب الله الذي اعتقله الجيش الإسرائيلي في أغسطس 2006 لدوره في اختطاف جنديين إسرائيليين في غارة عبر الحدود في 12 يوليو أثناء استجوابه بأنه تلقى تدريبا على الأسلحة وتعليما دينيا في إيران. قال للمحققين أنه ركب في سيارة مدنية إلى دمشق حيث توجه إلى إيران. بخلاف كاتيوشا الروسية الصنع فإن مخبأ المدفعية الذي أبلغ عنه حزب الله هو كليا إيران الصنع.
في 4 أغسطس 2006 ذكرت مجلة جينز ديفنز ويكلي وهي مجلة في صناعة الدفاع أن حزب الله طلب من إيران «توفير أسلحة مستمرة لدعم عملياتها ضد إسرائيل» في حرب لبنان 2006. نقل التقرير عن مصادر دبلوماسية غربية قولها أن السلطات الإيرانية وعدت حزب الله بتوريد الأسلحة بشكل مستمر «للمرحلة المقبلة من المواجهة».
إيران نفت منذ فترة طويلة تزويد حزب الله بالأسلحة على الرغم من التقارير المستمرة على عكس ذلك. غير أن «محتشمي بور وهو سفير لمرة واحدة في لبنان يحمل حاليا لقب الأمين العام لمؤتمر الانتفاضة قال لصحيفة إيرانية أن إيران نقلت الصواريخ إلى الميليشيات الشيعية مضيفا أن حزب الله له نعمة البلاد لاستخدام الأسلحة في الدفاع عن لبنان». تعتبر قوات الدفاع الإسرائيلية أن حزب الله هو الذراع تقريبا للقوات المسلحة الإيرانية حيث قال مسؤول كبير في الدفاع الإسرائيلي لصحيفة جينز ديفنز ويكلي أنه «يجب علينا أن نعتبر أن ما نواجهه في لبنان ليس ميليشيا بل فرقة لواء خاص من الجيش الإيراني». في مقابلة أجريت في عام 2007 قال النائب نعيم قاسم لقناة الكوثر الإيرانية أن جميع الهجمات الإرهابية والتفجيرات الانتحارية في لبنان يجب أن يوافق عليها آية الله في طهران. في عام 2008 أصدرت إيران ختما للاحتفال بزعيم حزب الله الذي قتل مؤخرا.

### سوريا
قدمت ادعاءات مماثلة وحرمان من توريد الأسلحة فيما يتعلق بسوريا واتهم الكثيرون سوريا بتوريد الأسلحة إلى حزب الله من حدودها مع لبنان. قال حسن خليل المستشار السياسي البارز لنصر الله أن الجماعة «تعارض بشدة الإشراف على الحدود السورية اللبنانية» مضيفا أن «حزب الله لديه ما يكفي من الأسلحة للدفاع عن لبنان ضد العدوان الإسرائيلي حتى لو كانت الحدود مع سوريا مغلقة تماما».